# Хмельницька телевежа
Хмельни́цька телеве́жа — суцільнометалева просторова ґратована телевізійна вежа у місті Хмельницькому. Спорудження телевежі було завершене в 1980 році. Висота вежі — 208 метрів (з яких 180 метрів — суцільнометалевий корпус та 28 метрів — антена), висота верхнього майданчика — 196 метрів. Подібні вежі є в Маріуполі, Мелітополі та Хусті.
Наразі з вежі є мовлення цифрових мультиплексів, та радіо.
Хмельницька телевежа є найвищою спорудою у Хмельницькій області.
У січні 1991 року на базі Хмельницької радіотелевізійної станції було створено Хмельницький обласний радіотелевізійний передавальний центр, який входить до складу Концерну радіомовлення, радіозв'язку та телебачення.

## Радіомовлення
- 66.14 — Радіо Марія
- 94.7 – Радіо Чемпіон
- 99.0 — Радіо Місто (план)
- 100.6 — Radio NV
- 101.2 — Люкс FM
- 102.1 — Радіо Промінь
- 104.6 — Українське радіо / Українське радіо. Хмельницький

## Телебачення

### Цифрове мовлення
- 9. 7-й мультиплекс
- 22. 1-й мультиплекс
- 29. 2-й мультиплекс
- 47. Місцевий мультиплекс
- 50. 5-й мультиплекс
- 51. 3-й мультиплекс